# Damer

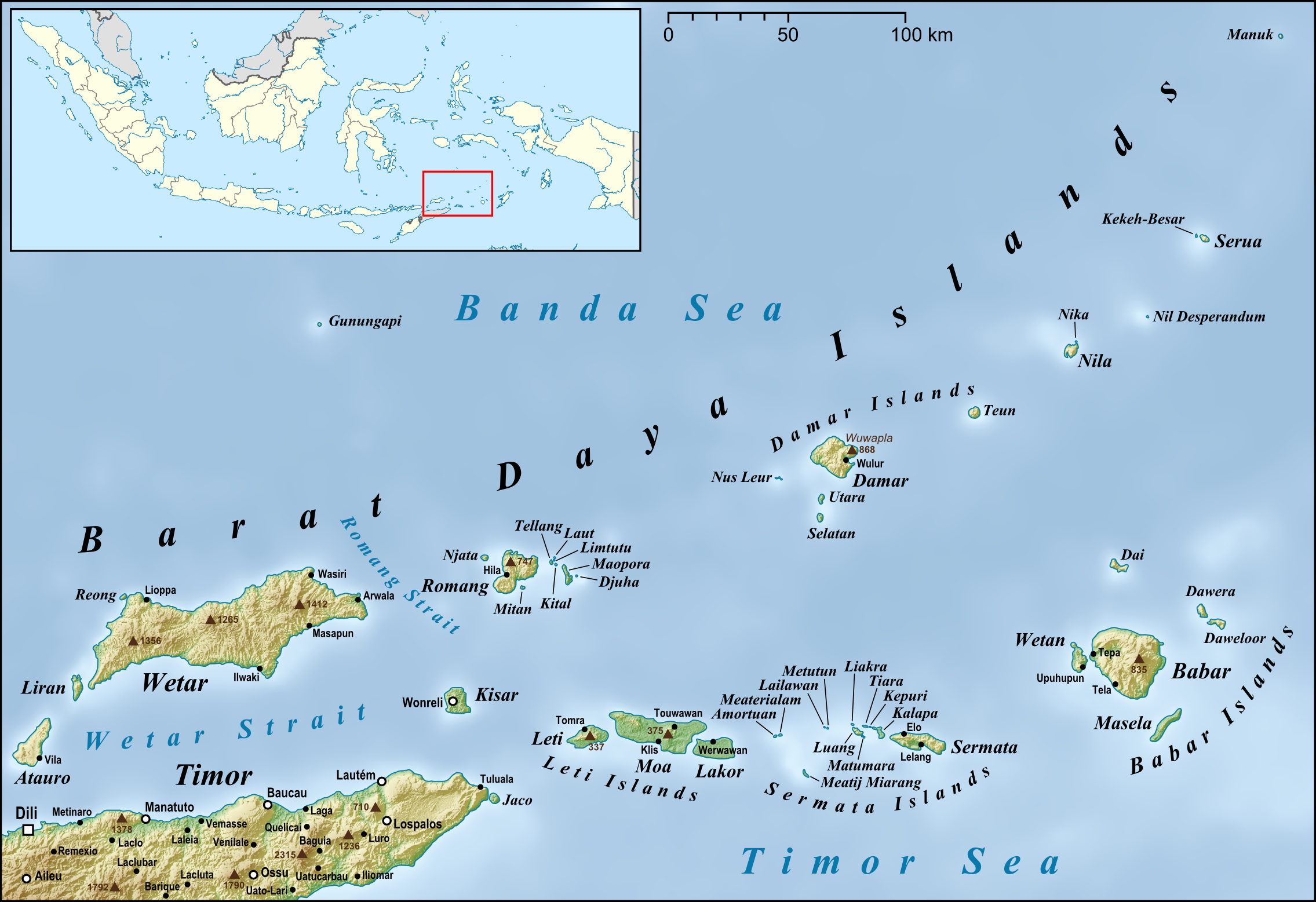
Mapa souostroví Barat Daya

Damer, nebo také Damar, (indonésky: Pulau Damer), známý také jako ostrov Kenli, je malý ostrov vulkanického původu ve skupině ostrovů Barat Daya v indonéské provincii Maluku, na jižní straně moře Banda. Je obklopen čtyřmi menšími neobydlenými ostrovy - jedním na východě (Layeni), jedním na západě (Nus Leur) a dvěma na jihu (Terbang Utari a Terbang Selatan). Společně jsou nazývány souostroví Damar a tvoří jeden administrativní okres v rámci Regencie Maluku Barat Daya. Leží na podmořském hřebeni, který tvoří nejvýchodnější výběžek Malých Sunda ostrovů. Severovýchodně od tohoto hřebenu se nachází několik menších ostrovů, které jsou od ostrova Damer stále vzdálenější. Patří sem ostrov Teon, ostrov Nila, malý ostrůvek Nil Desperandum, a ostrov Serua (spolu s přilehlým ostrůvkem Kekeh-Besar). K těmto ostrovům patří také ostrov Manuk (administrativně spadající pod okres Maluku Tengah), nacházející se daleko na severu. Všechny tyto odlehlé ostrovy jsou izolované stratovulkány a nejsou obydlené. Okres má celkovou rozlohu 201,80 km² a k roku 2020 měl populaci 5 718 obyvatel. Oficiální odhad obyvatel žijících na ostrově Damer k polovině roku 2023 činil 6 362.

## Geografie

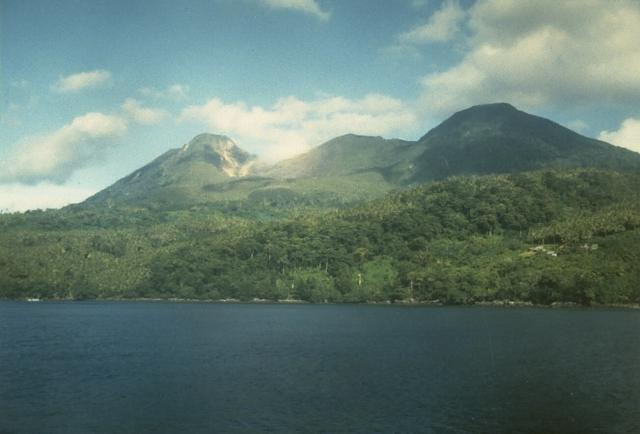
Stratovulkán Wurlali

Ostrov Damar je přibližně 20 km dlouhý a 18 km široký. Leží asi 125 km východně od Romangu a 200 km východně od Wetaru. Severní část ostrova byla z větší části vyhrazena zemědělské činnosti, kde se pěstují především kokosy, kešu, kávová zrna, kakaové boby, hřebíček a muškátové oříšky, zatímco jižní část je stále převážně zalesněná. Osídlení je soustředěno na severu a východě - většina obyvatel jsou farmáři nebo rybáři. Nejvyšším bodem ostrova je 868 m vysoký andezitový stratovulkán Wurlali. Na ostrově se nachází celkem sedm vesnic - Batumerah na severozápadním pobřeží s poštovním směrovacím číslem 97128, a Wulur, Kuay Melu, Kumur, Bebar Timur, Ilih a Keyli na východě, které sdílejí poštovní směrovací číslo 97652.

## Vesnice
Dle administrativních údajů se ostrov člení na sedm vesnic, níže uvedených, s jejich oficiálně odhadovaným počtem obyvatel v polovině roku 2022 spolu s jejich PSČ.
| Kód vesnice   | Jméno vesnice | Rozloha v km2 | Odhadovaná populace v polovině roku 2022 | PSČ   |
| ------------- | ------------- | ------------- | ---------------------------------------- | ----- |
| 81.08.02.2001 | Wulur         | 137.50        | 1,675                                    | 97652 |
| 81.08.02.2002 | Batumerah     | 88.80         | 807                                      | 97128 |
| 81.08.02.2003 | Kuay Melu     | 56.31         | 338                                      | 97652 |
| 81.08.02.2004 | Kumur         | 28.25         | 519                                      | 97652 |
| 81.08.02.2005 | Bebar Timur   | 47.53         | 1,005                                    | 97652 |
| 81.08.02.2006 | Ilih          | 15.75         | 591                                      | 97652 |
| 81.08.02.2007 | Kehli         | 18.15         | 1,088                                    | 97652 |
| 81.08.02      | Celkem        | 392.29        | 6,023(a)                                 |       |

Poznámky: (a) zahrnuje 3,127 mužů a 2,896 žen.

## Významné ptačí území

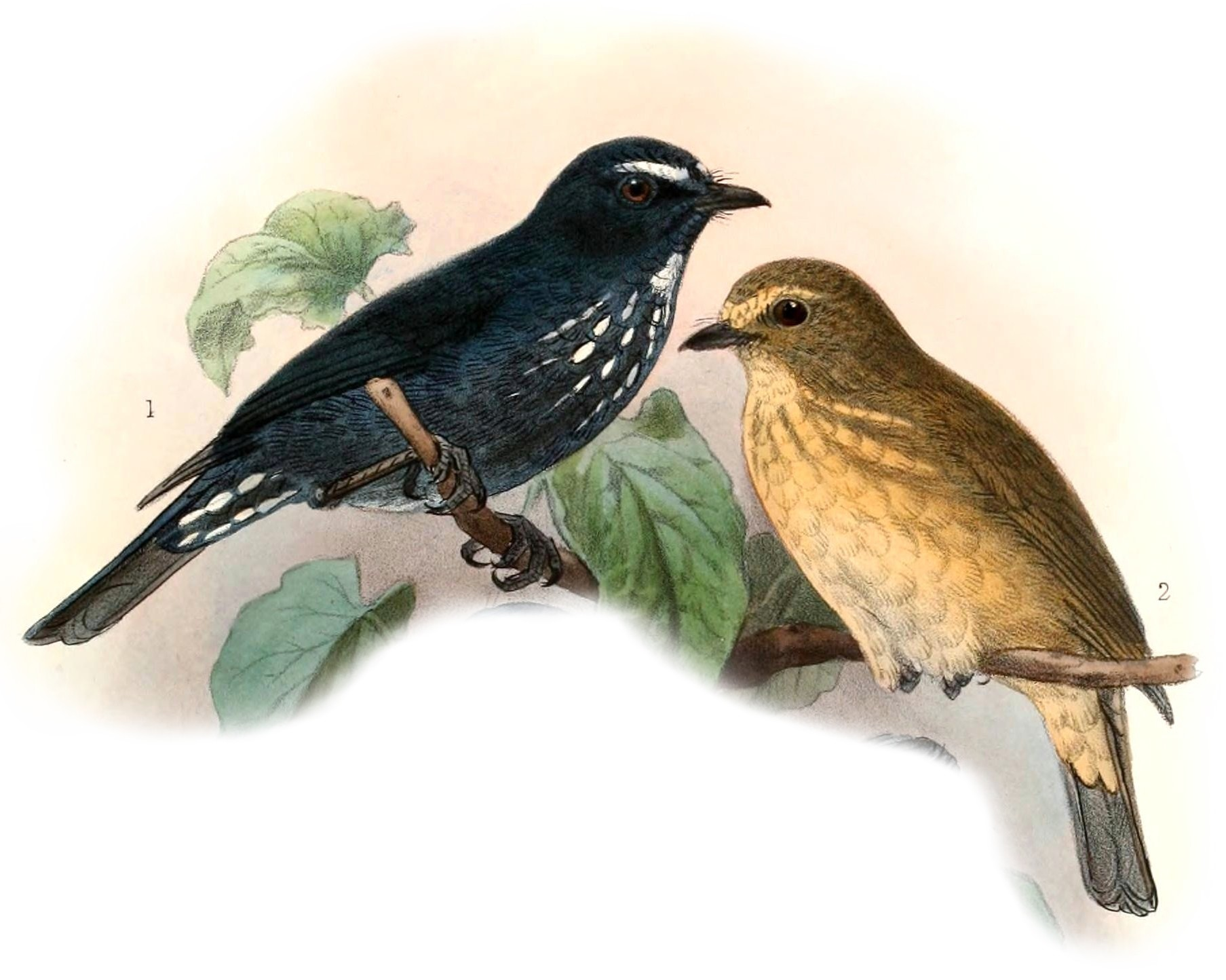
Lejsek Damarský, 1901 ilustrace od Johna Gerrarda Keulemanse

Zalesněná část ostrova byla světovou organizací BirdLife International označena jako Významné ptačí území (Important Bird Area), protože podporuje endemického lejska damarského (Ficedula henrici).